# Fundulopanchax gularis
Fundulopanchax gularis är en fiskart som först beskrevs av George Albert Boulenger 1902.  Fundulopanchax gularis ingår i släktet Fundulopanchax och familjen Nothobranchiidae. IUCN kategoriserar arten globalt som nära hotad. Inga underarter finns listade i Catalogue of Life.